# Wendelsweg
Der Wendelsweg ist eine Straße in Frankfurt am Main, die sich im Stadtteil Sachsenhausen befindet.

## Verlauf
Die Straße beginnt im Nordwesten am Hühnerweg, unmittelbar oberhalb der B3 und in unmittelbarer Nähe zum Lokalbahnhof gelegen. Sie verläuft in südöstlicher Richtung und endet kurz vor der A661 im Frankfurter Stadtwald. Nur in ihrem nördlichen Teil ist der Wendelsweg eine städtische Straße mit Bebauung, während er im südlichen Teil als breit angelegter Waldweg durch den Frankfurter Stadtwald führt.
Im nördlichen Teil der Straße befinden sich die Villa Henninger (Geburtshaus von Bruno H. Schubert unter Nummer 64) und die Villa Schubert (Wohnhaus von Bruno H. Schubert unter Nummer 70). Am Übergang vom bebauten zum unbebauten Teil der Straße befinden sich der Seehofpark sowie die Polizeireiterstaffel Hessen (Nummer 128).
Bis zum Spielpark Goetheturm am Rande des Frankfurter Stadtwaldes erstreckt sich eine Kleingartenanlage. Anschließend führt der Wendelsweg als Waldweg durch den Stadtwald und in seinem südlichsten Abschnitt vorbei am nahe gelegenen Maunzenweiher.

## Geschichte

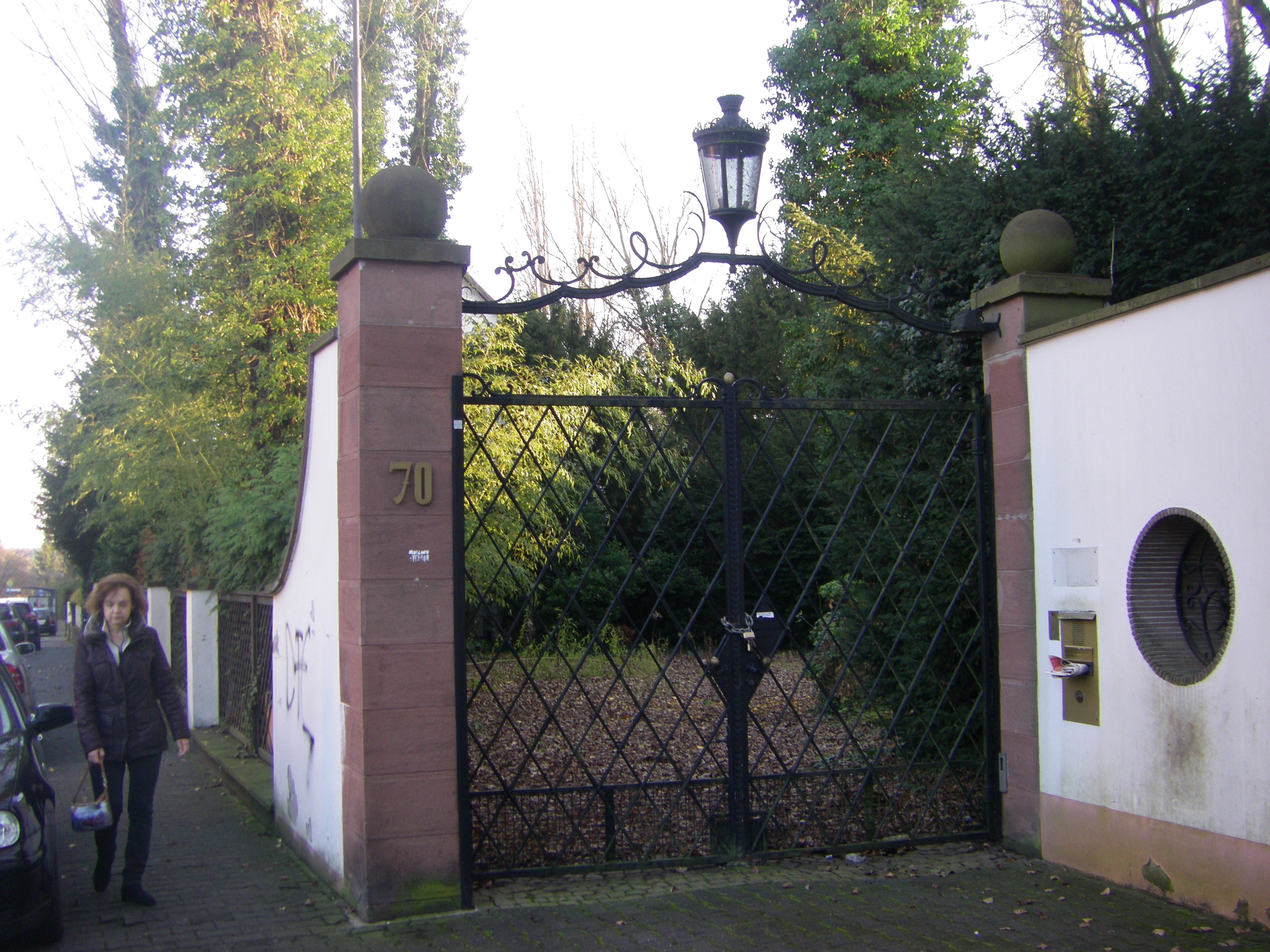
Eingang zum Schubertschen Garten und der darin liegenden Villa Schubert, Wendelsweg 70

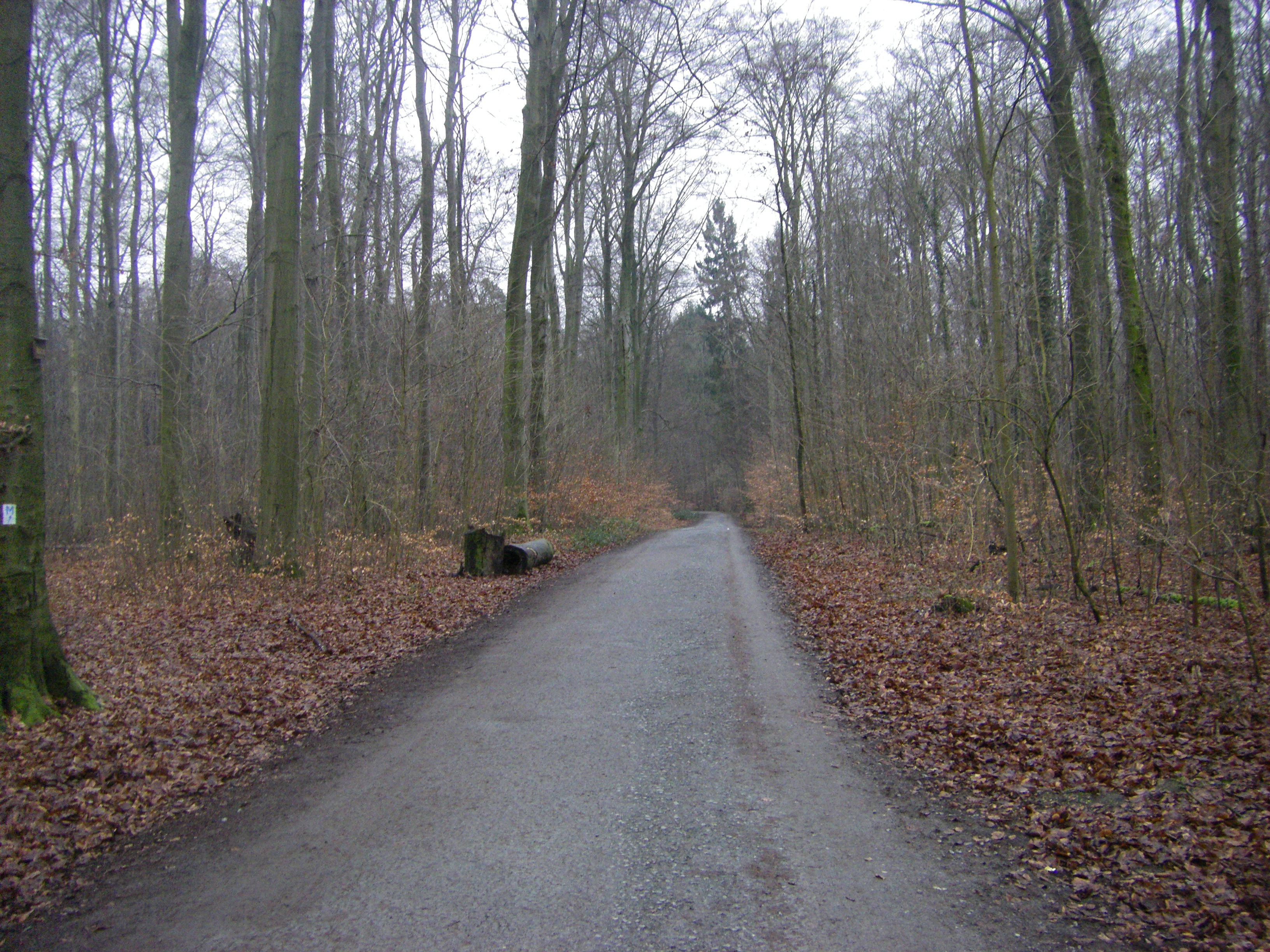
Wendelsweg im Frankfurter Stadtwald

Der Name der Straße geht zurück auf die 1369 errichtete Kapelle zum heiligen Wendelinus, die sich am Wendelsplatz befand. Im Jahr 1394 wurde gleich neben der Kapelle mit dem „Born hinter St. Wendelin“ der erste Frankfurter Brunnen, der sogenannte Bettelbrunnen, angelegt, dessen Quelle sich am Wendelsweg befand.

### Villa Henninger
1869 siedelte östlich des unteren Abschnitts des Wendelswegs eine Brauerei an, die 1874 durch die Übernahme von Heinrich Henninger den Namen Henninger Bräu erhielt. Bald darauf wurde mit dem Bau der Villa Henninger begonnen, die 1875 fertiggestellt wurde und sich unter der Nummer 64 des Wendelswegs befindet.
Später erwarb Bruno Schubert die Brauerei und bezog die Villa Henninger, in der seine Frau alle acht aus der Ehe hervorgegangenen Söhne auf die Welt brachte. 1928 malte der mit Frau Schubert befreundete Max Beckmann auf deren Wunsch ein Ölgemälde mit dem Titel Der Wendelsweg in Frankfurt am Main, in der – nicht detailgetreu – die Villa Henninger und ein Teil des Wendelswegs abgebildet sind.

### Villa Schubert
Das Eigentum an der Brauerei sowie der Villa Henninger gingen später auf den ältesten Sohn Bruno H. Schubert über. Mitte der 1950er Jahre ließ er sich im 1,7 Hektar großen Park, der heute als „Schubertscher Garten“ bekannt ist, eine von der Straße kaum zu sehende Villa errichten, die 1956 fertiggestellt wurde und heute als Villa Schubert bekannt ist. Der Eingang zur Villa Schubert findet sich unter Nummer 70, der Schubertsche Garten erstreckt sich über die komplette Grundstücksfläche (Nummern 64 bis 70).
Auch nach dem Verkauf der Brauerei einschließlich des Grundstücks an Reemtsma 1980 behielt Schubert die beiden Villen. Während er seinen Lebensmittelpunkt in der Villa Schubert fortführte (in der er sich ein lebenslanges Wohnrecht hat zusichern lassen), richtete er, der bereits 1952 zum Generalkonsul von Chile ernannt worden war, in der Villa Henninger das Honorargeneralkonsulat von Chile ein. Beide Objekte wurden zu Kulturdenkmälern erklärt. Dennoch wurde inzwischen die Genehmigung zum Abriss der denkmalgeschützten Villa Schubert erteilt. Dies führte zu entsprechendem Unmut in der Nachbarschaft und es bildete sich eine Bürgerinitiative, die die Zerstörung der historisch bedeutsamen Villa (die Empfänge des Frankfurter Ehrenbürgers Schubert seien „als außergewöhnliche Tradition in Frankfurt anzusehen“) noch zu verhindern sucht. Immerhin gilt Schuberts ehemaliger – und inzwischen verkaufter – Eichen-Esstisch als „die berühmteste Frankfurter Tafel“. Dort bewirtete er Gäste wie Niki Lauda. Das komplette Gelände gehört seit 1999 der Firma Actris, die von Daniel Hopp, dem Sohn des SAP-Mitbegründers Dietmar Hopp, geleitet wird. Diese plant auf dem etwa neun Hektar großen Areal die Errichtung von 800 Wohnungen, deren Quadratmeter-Preise zwischen 3.400 und 6.000 Euro liegen sollen.

## Trivia
- Der Wendelsweg war einer der Originalschauplätze des 2012 gedrehten Films Schlussmacher.
- Im November 2015 ereignete sich auf dem im Frankfurter Stadtwald gelegenen Abschnitt des Wendelswegs ein Autounfall, in den drei Mädchen im Alter von 14 und 15 Jahren involviert waren. Zunächst gaben die beiden überlebenden Mädchen bei der Polizei an, ein unbekannter, etwa 30-jähriger Mann habe das Auto gefahren und sei nach dem Unfall geflüchtet. Doch es stellte sich heraus, dass die Teenager selbst das gestohlene Auto gesteuert hatten.[13]